# Bodião-limpador
O bodião-limpador (Labroides dimidiatus) é uma espécie de bodião.